# I Am the Bloody Earth
I Am the Bloody Earth è un EP della Doom metal band inglese My Dying Bride.

## Il disco
La traccia d'apertura, "I Am the Bloody Earth", è una canzone aggressiva che combina stilisticamente il primo album della band, As the Flower Withers, con il loro ultimo rilascio Turn Loose the Swans. La traccia utilizza sia lo stile del voce death caratteristico del debutto della band sia quello più tranquillo e ricercato di Turn Loose the Swans. "I Am the Bloody Earth" include anche parti vocali d'appoggio di Ghost dei GGFH. La seconda traccia è una canzone mixata contenente molti elementi stilistici simili alle canzoni contenute in Turn Loose The Swans e specialmente sonoricamente comparabile a "The Songless Bird". L'ultima canzone è un remix della traccia Turn Loose the Swans. Essa differisce dall'originale specialmente nella parte outro più corta.

## Tracce
1. I Am the Bloody Earth
2. Transcending (Into the Exquisite)
3. Crown of Sympathy (Remix)

## Formazione
- Aaron Stainthorpe - voce
- Andrew Craighan - chitarra
- Calvin Robertshaw - chitarra
- Adrian Jackson - basso
- Martin Powell - violino, tastiere
- Rick Miah - batteria